# Niekłończyca
Niekłończyca [ɲekwɔɲˈt͡ʂɨt͡sa] (trước đây là tiếng Đức: Königsfelde) là một ngôi làng thuộc khu hành chính của Cảnh sát Gmina, thuộc Hạt Cảnh sát, West Pomeranian Voivodeship, ở phía tây bắc Ba Lan, gần biên giới Đức. Nó nằm khoảng 10 kilômét (6 mi) phía tây bắc của Cảnh sát và 23 km (14 mi) phía bắc thủ đô khu vực Szczecin.

## Lịch sử
Tài liệu tham khảo đầu tiên về Niekłończyca (Königsfelde) đến từ năm 1750. Trước năm 1945, khu vực này là một phần của Đức. Niekłończyca, được gọi là Königsfelde cho cư dân của nó trong khi một phần của Đức từ 1815-1945, đã trở thành một phần của Ba Lan sau khi kết thúc Chiến tranh Thế giới II và đổi tên thành các Polish Niekłończyca. 
Dưới đây là một dòng thời gian cho thấy lịch sử của các chính quyền khác nhau mà thành phố này đã được đưa vào.
Thành viên chính trị - hành chính: 
- 1815-1866: Liên đoàn Đức, Vương quốc Phổ, Pomerania
- 1866-1871: Liên minh Bắc Đức, Vương quốc Phổ, Pomerania
- 1871-1918: Đế quốc Đức, Vương quốc Phổ, Pomerania
- 1919-1933: Cộng hòa Weimar, Nhà nước Phổ tự do, Pomerania
- 1933-1945: Đức Quốc xã, Pomerania
- Năm 1945-1946: Liên minh cảnh sát (khu vực báo cáo với Hồng quân)
- 1946-1989: Cộng hòa Nhân dân Ba Lan, Szczecin Voivodeship
- 1989 Gian1998: Ba Lan, Szczecin Voivodeship
- 1999 Hiện tại: Ba Lan, West Pomeranian Voivodeship, Police County

### Di tích

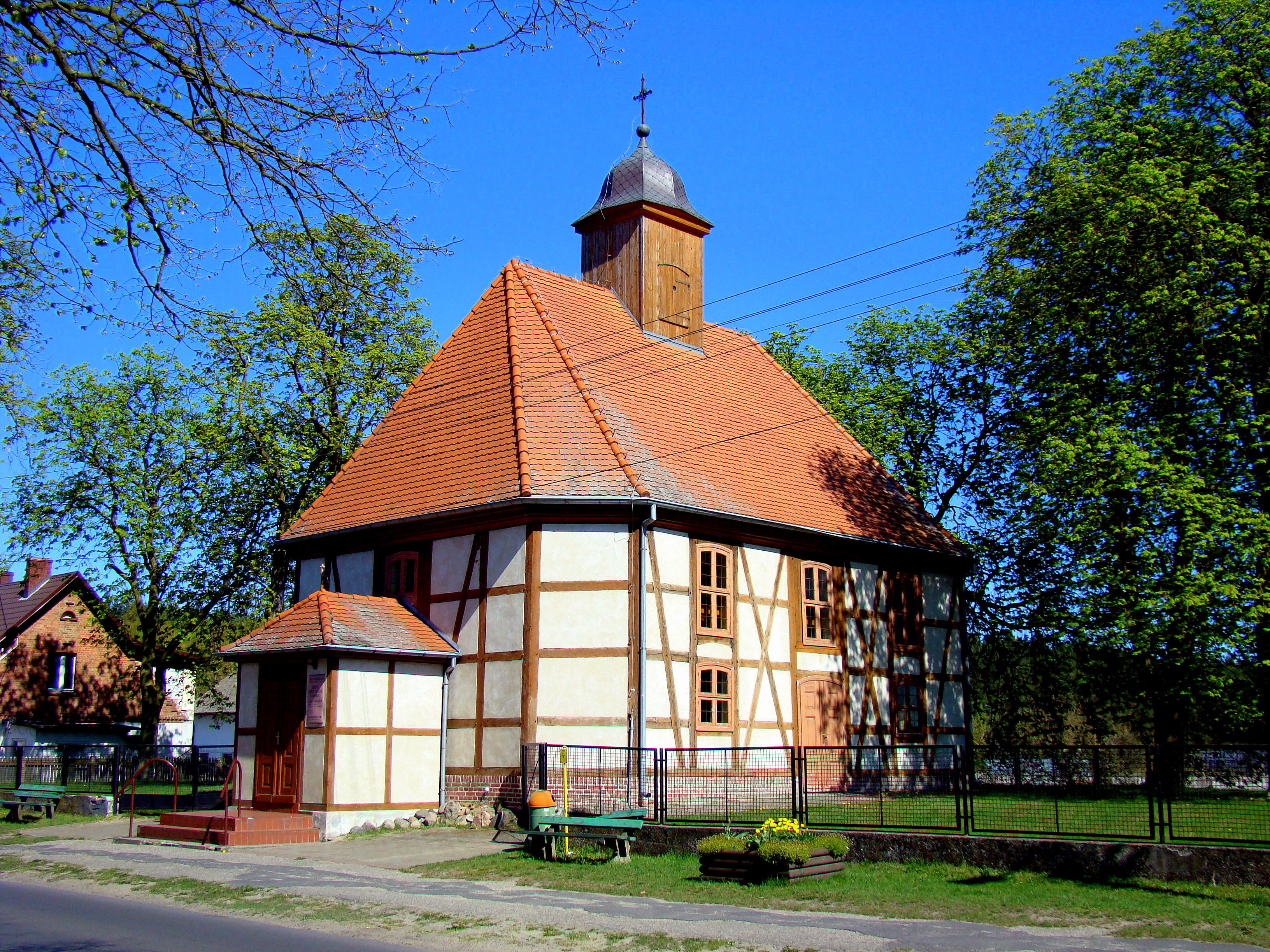
Nhà thờ ở Niekłończyca

- Nhà thờ Baroque (1787)
- Những ngôi nhà từ thế kỷ 19 và 20

### Nhân khẩu học
Dân số của Niekłończyca:
- 1863 - 385
- 1939 - 625
- 2001 - 350
- 2006 - 390

## Du lịch
- Đường dành cho xe đạp (màu đỏ liên_kết= Đường mòn "Puszcza Wkrzańska" - Szlak "Puszcza Wkrzańska") trong một khu vực của Niekłończyca trong rừng Wkrzanska.[3]